# La piuma magica di Gwendy
La piuma magica di Gwendy (Gewndy's Magic Feather) è un romanzo horror scritto da Richard Chizmar pubblicato da Cemetery Dance negli USA il 19 novembre 2019 e da Sperling & Kupfer il 18 febbraio del 2020, in Italia.
È il capitolo intermedio di una trilogia creata assieme a Stephen King e di cui si è occupato della prefazione del secondo libro.

## Trama
Il 16 dicembre 1999 la trentasettenne Gwendy Peterson, eletta alla Camera dei Rappresentanti degli Stati Uniti da quasi un anno e con alle spalle varie pubblicazioni di romanzi tra cui: Ronda notturna, Un bacio nel buio e Occhi chiusi vede riapparire nella sua vita la scatola dei bottoni che era sparita quando aveva dodici anni, dieci anni prima. Come la prima volta, gli era stata data da un uomo di circa trent'anni di nome Richard Farris, che gli aveva spiegato vagamente l'uso; tant'è che questa volta la scatola appare misteriosamente nel suo ufficio alla Camera a Washington. Turbata da questo ritorno inaspettato e inspiegabile, Gwen attraversa la fine della giornata di giovedì e quella di venerdì in uno stato prossimo al sonnambulismo: i suoi pensieri tornano costantemente alla scatola dei bottoni. Fortunatamente, la tregua parlamentare di tre settimane inizia sabato, giorno in cui si reca a Castle Rock per trascorrere le meritate vacanze di Natale a casa dei suoi genitori, il luogo della sua infanzia. Intanto suo marito Ryan Brown, un fotografo professionista, è in viaggio in sull'isola di Timor, nel Sudest asiatico per lavoro e questo preoccupa la moglie. Come se non bastasse in quel momento vi sono tensioni politiche tra il presidente Hamlin degli USA e il leader della Corea del Nord. Gwendy spera che per Natale il marito riesca a ritornare a casa.
A Castle Rock Gwendy si ricongiunge con i suoi genitori; sua madre sta finendo di riprendersi dalla chemioterapia e la figlia la trova in buone condizioni. Viene a sapere che due giovani adolescenti sono scomparse da alcuni giorni, lo sceriffo Norris Ridgewick teme un rapimento e non crede di trovarle vive. Dopo diversi giorni di tentazione e moderazione Gwennie cede all'impulso di aprire la scatola dei bottoni per assaggiare uno dei deliziosi animali di cioccolato che rivela sempre. Come durante la sua infanzia, questo cioccolatino le dona nuova energia e la calma sia fisicamente che psicologicamente. Viene a sapere poco dopo che la felpa rosa indossata da una delle due ragazze scomparse è stata trovata in un prato fuori città da uno degli agenti dello sceriffo e di conseguenza viene organizzata una ricerca, a cui partecipano gran parte degli abitanti della città. Gwendy incontra Charlie Browne, un uomo sulla cinquantina, e suo figlio Lucas Tillman Browne, ventenne; per caso si imbattono in un cappello vecchio e liso che svolazza sulla neve. È lo stesso del signor Farris e questo porta la protagonista a chiedersi il perché della sua presenza lì. Il giorno dopo, lo sceriffo le dice che in una delle tasche della felpa rosa sono stati trovati tre denti umani.
Il giorno di Natale Gwendy riceve un regalo dai suoi genitori che la sorprende e la rende molto felice: una piuma bianca che considerava magica quando l'aveva comprata, dieci anni prima, poi dimenticata, e che i suoi aveva appena trovato in fondo a un cassetto.
La sera di Santo Stefano la madre di Gwen ha improvvisamente nausea e forti dolori per poi vomitare sangue, di conseguenza viene subito portata in ospedale, dove il suo oncologo rivela al marito e ala figlia che sono venuti ad accompagnarla che ha appena ricevuto i risultati del suo ultimo esame del sangue e che non vanno bene, il cancro sembra essere tornato. Il mattino del 27 dicembre Gwennie torna a casa dei suoi genitori a raccogliere vestiti e articoli da toeletta per sua madre. Coglie l'occasione per prendere la piuma bianca e un cioccolatino dalla scatola dei bottoni che poi regala a sua madre una volta tornata in ospedale. La sera stessa viene a sapere dallo sceriffo che una terza ragazza è scomparsa. L'indomani Gwendy torna in ospedale ed è immensamente sorpresa di trovare sua madre e suo padre in lacrime, ma di gioia. Nuovi esami del sangue hanno appena rivelato risultati opposti ai precedenti, suggerendo che durante il primo prelievo si sia verificato un errore; però Gwendy, in cuor suo, crede che i cioccolatini regalati alla madre c'entrino qualcosa. Dopo la misteriosa guarigione della madre, la piuma portafortuna scompare nel nulla.
L'ultimo giorno dell'anno lo sceriffo chiama la ragazza per riferirle di avere appena ricevuto per posta una grande busta contenente il cappellino che indossava l'ultima ragazza scomparsa e tre denti. La sera, per festeggiare il nuovo anno, nella piazza centrale si svolge un grande raduno della popolazione di Castle Rock. Toccando casualmente la guancia del marito di una sua ex compagna di liceo, Gwen ha una visione di alcuni momenti della sua vita, compreso il fatto che tradisce la moglie con la sua parrucchiera. Quindi Gwen tocca un'altra persona per controllare ma non succede nulla. Poco dopo, incontra per caso Lucas Browne e si toglie un guanto. Quest'ultimo lo raccoglie e glielo porge, le loro dita si toccano mentre lo raccoglie. Ha un altro lampo, e questa volta vede il giovane estrarre i denti dall'ultima ragazza scomparsa. Subito dopo avverte lo sceriffo che passa la notte a indagare su Lucas: ex studente all'università di Buffalo per diventare dentista è stato espulso per casi di molestie sessuali. La mattina del 1 gennaio viene emesso un mandato di arresto per il giovane. Una perquisizione nella casa in cui vive con il padre rivela un gran numero di denti nascosti tra le assi del pavimento della camera di Lucas. Nella capanna di proprietà del padre al Dark Score Lake viene ritrovata l'ultima ragazza scomparsa, rinchiusa nel seminterrato. Il giardino viene setacciato e vengono portati alla luce i resti delle due fanciulle morte. Più tardi a casa dei Peterson, con sorpresa di tutti, Ryan il marito di Gwen è tornato dal lungo viaggio all'estero.
Il giorno successivo Gwendy è invitata a riprendere i suoi lavori il 3 gennaio per una sessione straordinaria della Camera dei Rappresentanti. Nel terminal dell'aeroporto dove deve prendere il suo aereo, incontra Richard Farris a cui chiede il perché abbia avuto quelle visioni quando aveva toccato Lucas, ma l'individuo non sa risponderle: detto ciò recupera la scatola dei bottoni e sparisce nuovamente dalla vita della protagonista, lasciandole solo la piuma portafortuna che era misteriosamente sparita.

## Richiami alle opere di King
- Durante una conversazione tra Gwendy e lo sceriffo Norris Ridgewick, quest'ultimo allude ad eventi accaduti nella cittadina di Castle Rock nel passato; parla dell'ex sceriffo Alan Pangborn, del grande incendio del 1991 (Cose preziose), dell'assassino Frank Dodd (La zona morta), della morte dello sceriffo Bannerman, delle vittime del cane San Bernardo rabbioso (Cujo) e del crollo della "Scala del Suicidio" (La scatola dei bottoni di Gwendy).
- In una conversazione viene nominato il carcere di Shawshank, situato nei pressi della contea.
- Quando Gwendy va a fare visita alla tomba della sua amica di infanzia Olive, all'Homeland Cemetery, fa riferimento a Reginald "Pop" Merril, personaggio apparso nella novella Il fotocane.
- Nelle fasi finali della storia i poliziotti della città perlustrano un capanno di proprietà della famiglia Browne nei pressi di Dark Score Lake, località in cui è ambientato Mucchio d'ossa.

## Edizioni
- Richard Chizmar, La piuma magica di Gwendy, traduzione di Christian Pastore, Sperling & Kupfer, 2020, p.288, ISBN 9788893429351.